# Žďár u Kamenice nad Lipou
Žďár u Kamenice nad Lipou – przystanek kolejowy w miejscowości Žďár, w kraju południowoczeskim, w Czechach Znajduje się na wysokości 510 m n.p.m.
Na stacji nie ma możliwości zakupu biletów, a obsługa podróżnych odbywa się w pociągu.

## Linie kolejowe
- 228 Jindřichův Hradec - Obrataň